# Вингурт, Григорий Александрович
Григорий Александрович Вингурт (род. 19 февраля 1938, Ромны) — советский и российский журналист, публицист и телеведущий, Заслуженный работник культуры Российской Федерации (1997).

## Биография
Родился 19 февраля 1938 года в городе Ромны Украинской ССР, в семье Александра Григорьевича Вингурта. В годы Великой Отечественной войны вместе с родителями был эвакуирован в село Октябрьское Татищевского района Саратовской области, где и прошло его детство.
- 1960 год — окончил историко-филологический факультет Саратовского государственного педагогического института по специальности «русский язык и литература».
- 1964 год — 1977 год — корреспондент саратовской областной газеты «Заря молодёжи».
- 1977 год — 1991 год — главный редактор ГТРК «Саратов»
- С 1991 года — заместитель председателя ГТРК «Саратов», журналист службы информационных программ ГТРК «Саратов»

Автор и ведущий таких программ, как «Вердикт», «По кругу и спирали», «Экспромт», «Саратовские переборы или хождение в народ», которые в разное время выходили на саратовском телевидении.
В настоящее время проживает в Саратове. Ведёт активную общественную работу. Член Союза журналистов России, входит в состав учредителей Общероссийского общественного движения «Народный фронт „За Россию“» в Саратовской области.

## Публикации
- Вингурт Г. А. Саратовские переборы или пособие для начинающих репортёров. — Саратов: Издательство Саратовской государственной юридической академии, 2019. — 123 с. — 300 экз. — ISBN 978-5-7924-1458-7.

## Награды и премии
- Заслуженный работник культуры Российской Федерации (1997)[2]
- Победитель международного конкурса телевизионных профессионалов «Лазурная звезда» (1999)[3]
- Номинант премии ТЭФИ-Регион (1999)
- Дипломант III Всероссийского конкурса «ТелеПроФи» (2009)
- Лауреат премии имени Александра Никитина[4]
- Победитель конкурса «Золотое перо России» (дважды)
- Почётная грамота ВГТРК (2011)
- Почётный знак Губернатора Саратовской области (2023)[5][6]
- Почётный знак Губернатора Саратовской области «За любовь к родной земле» (2002)[7]
- Премия Губернатора Саратовской области в сфере журналистики (2013)[8]
- Занесение на Доску Почёта Саратовской области (2003)[9]

### Биография
- Союз журналистов России // Вингурт Григорий Александрович. sarunion.ru. Дата обращения: 21 октября 2020.
- Четвёртая власть // Саратовский мэтр тележурналистики Григорий Вингурт отмечает юбилей. www.4vsar.ru. Дата обращения: 21 октября 2020.

### Интервью
- Репортёр 64 // Григорий Вингурт: «На мою фразу в Тодоровском заговорил уязвленный отец». reporter64.ru. Дата обращения: 21 октября 2020.
- Общественное мнение // Григорий Вингурт: «Счастье — это талант заниматься любимым делом и не замечать того, чего ты не имеешь». om-saratov.ru. Дата обращения: 21 октября 2020.
- Аргументы и факты // Григорий Вингурт: «По указке счастливым не станешь». saratov.aif.ru. Дата обращения: 21 октября 2020.
- Аргументы и факты // В погоне за бегущим днём. Григорий Вингурт — о профессии репортёра. saratov.aif.ru. Дата обращения: 3 ноября 2020.